# Flûte-box
Le flûte-box,, fluteboxing,,,, ou flute beatboxing, est une technique musicale consistant à faire du human beatbox en même temps que de jouer de la flûte (flûte traversière, flûte de Pan, etc.).